# جانين براون
جانين براون (بالإنجليزية: Janine Brown)‏ هي عالمة وظائف الأعضاء وبيطرية أمريكية، ولدت في 1954.